# マグダレン・ナブ
マグダレン・ナブ（Magdalen Nabb、1947年1月16日 – 2007年8月18日）は、イギリスの小説家である。
イングランドのランカシャーに生まれる。1975年にイタリアのフィレンツェに移り住んだ。
1991年にスマーティーズ賞を受賞した。

## 受賞歴
- スマーティーズ賞　1991年（Josie Smith and Eileen に対して）

## 主な作品

### グアルナッチャ准尉シリーズ
- Death of an Englishman（『真夜中の訪問客』 1981年）
- Death of a Dutchman （1982年）
- Death in Springtime （1983年）
- Death in Autumn （1985年）
- The Marshal and the Murderer （1987年）
- The Marshal and the Madwoman （1988年）
- The Marshal's Own Case （1990年）
- The Marshal Makes His Report （1991年）
- The Marshal at the Villa Torrini （1993年）
- The Monster of Florence （1996年）
- Property of Blood （1999年）
- Some Bitter Taste （2002年）
- The Innocent （2005年）
- Vita Nuova （2008年）

### ジョシィ・スミス　シリーズ
- Josie Smith （1989年）
- Josie Smith and Eileen （1991年）
- Josie Smith at Christmas （1992年）
- Josie Smith at the Seaside （1993年）
- Josie Smith at School （1994年）
- Josie Smith in Hospital （1995年）
- Josie Smith at the Market （1996年）
- Josie Smith in Summer （1997年）
- Josie Smith in Winter （1998年）
- Josie Smith in Spring （1999年）
- Josie Smith in Autumn （2000年）

### 児童向け小説
- Twilight Ghost （2000年）
- The Enchanted Horse（『イリーナとふしぎな木馬』 1993年）

### 一般向け小説
- The Prosecutor（『検察官』 1986年） Paolo Vagheggiとの共著
- Cosimo （2004年）

## 日本語訳された作品
- 検察官 （パオロ・ヴァゲッジ共著、千種堅訳、The Mysterious Press（早川書房）、1990年）
- 真夜中の訪問客（Hayakawa pocket mystery books、千種堅訳、早川書房、1990年）
- イリーナとふしぎな木馬（世界傑作童話シリーズ、立石めぐみ訳、福音館書店、1995年）
- ジョシィ・スミスのおはなし（世界傑作童話シリーズ、立石めぐみ訳、福音館書店、1997年）